# NGC 347
NGC 347 est une galaxie dont la classification est incertaine qui est située dans la constellation de la Baleine. NGC 347 a été découverte par l'astronome allemand Albert Marth en 1864.

## Caractéristiques
Sa vitesse par rapport au fond diffus cosmologique est de 5 266 ± 40 km/s, ce qui correspond à une distance de Hubble de 77,7 ± 5,5 Mpc (∼253 millions d'al).
Le professeur Seligman la classe comme une spirale barrée, alors que Wolfgang Steinicke la classe comme une spirale ordinaire. La base de données NASA/IPAC la classe comme elliptique et HyperLeda ne mentionne que la lettre B pour barrée.